# Musée International de la Réforme

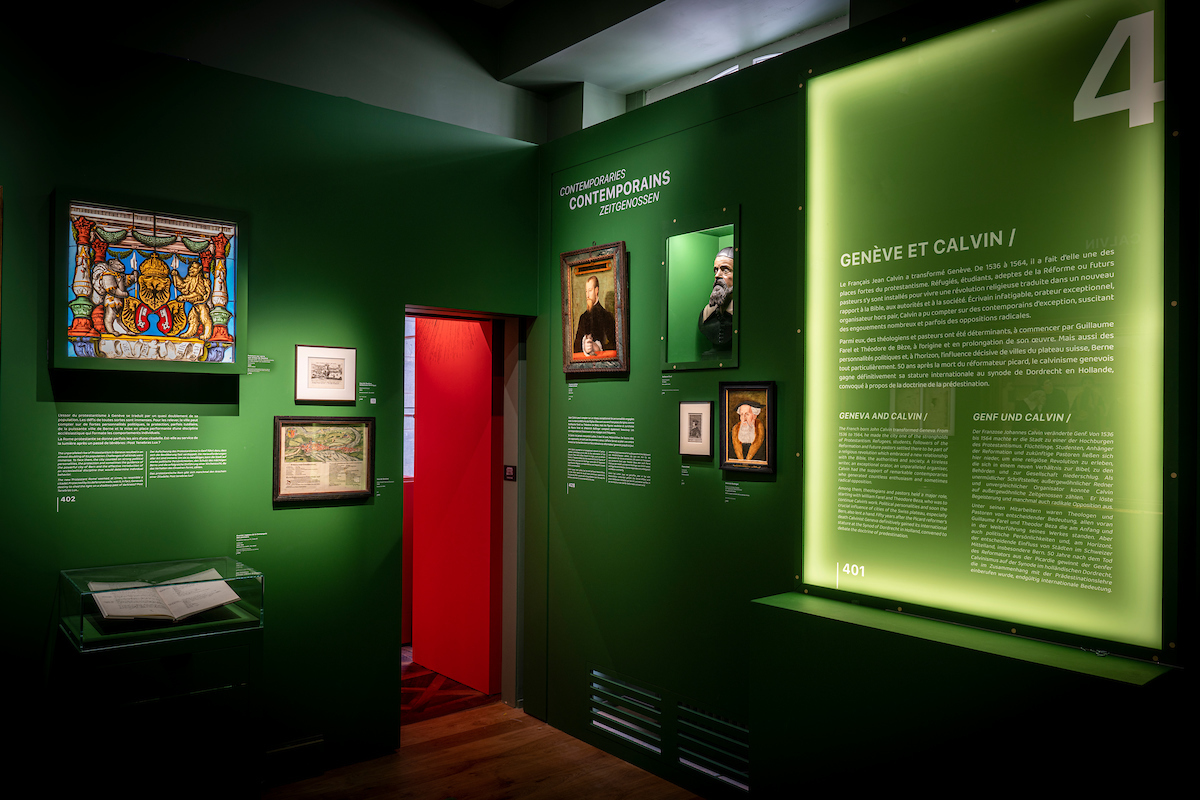

Het Musée International de la Réforme is een museum  aan de Rue du Cloître in het Zwitserse Genève. Het museum belicht de Reformatie van Luther en Calvijn op religieus, cultureel en sociaal vlak. Het werd geopend op 15 april 2005. Het MIR is gevestigd in Maison Mallet, naast de kathedraal van Genève. De collectie bestaat uit manuscripten, gravures, portretten, karikaturen, bijbels en oude boeken. 